# Koichi Hashiratani
Koichi Hashiratani (født 1. marts 1961) er en japansk fodboldspiller.

## Japans fodboldlandshold
| Japans landshold | Japans landshold | Japans landshold |
| År               | Kmp              | Mål              |
| ---------------- | ---------------- | ---------------- |
| 1981             | 9                | 0                |
| 1982             | 3                | 0                |
| 1983             | 1                | 0                |
| 1984             | 5                | 1                |
| 1985             | 9                | 2                |
| 1986             | 2                | 0                |
| Total            | 29               | 3                |